# Заліщицький дендропарк
Залі́щицький дендропа́рк — дендрологічний парк, природоохоронний об'єкт місцевого значення в Україні. Розташований у місті Заліщики Тернопільської області, в межах садиби аграрного коледжу ім. Є. Храпливого Національного аграрного університету (вул. С. Крушельницької, 52а).

## Опис
Площа 2 га. Рішенням виконкому Тернопільської обласної ради від 25 квітня 1996 року № 90 йому надано статус об'єкта природно-заповідного фонду. Перебуває у віданні Заліщицького аграрного коледжу.
3акладений у 1920-ті роки на території садівничо-городницької школи на 0,3 га, де донині збережені рідкісні й екзотичні дерева та чагарники 15 видів, зокрема акація колоноподібної форми, дуб пірамідальної форми, липа серцелиста (форма розсіченолиста), ліщина звичайна (форма розсіченолиста) і ліщина пурпурова тощо.
У 1973—1980 рр. на території 3аліщицького дендропарку посаджено дерева й кущі, трав'янисті однорічні та багаторічні лікарські й екзотичні рослини, завезені з ботанічних садів Києва, Львова, Чернівців, Уманського та Гермаківського дендропарків, а також з Обіжевського та Жежавського ботанічних заказників.
При дендропарку є колекційно-дослідні ділянки, на яких вирощують лікарські та малопоширені рослини.